# Torre cilindrica (Piegaro)
La Torre cilindrica è il principale monumento a Castiglion Fosco, frazione del comune di Piegaro in provincia di Perugia. Risale al XV secolo.

## Storia

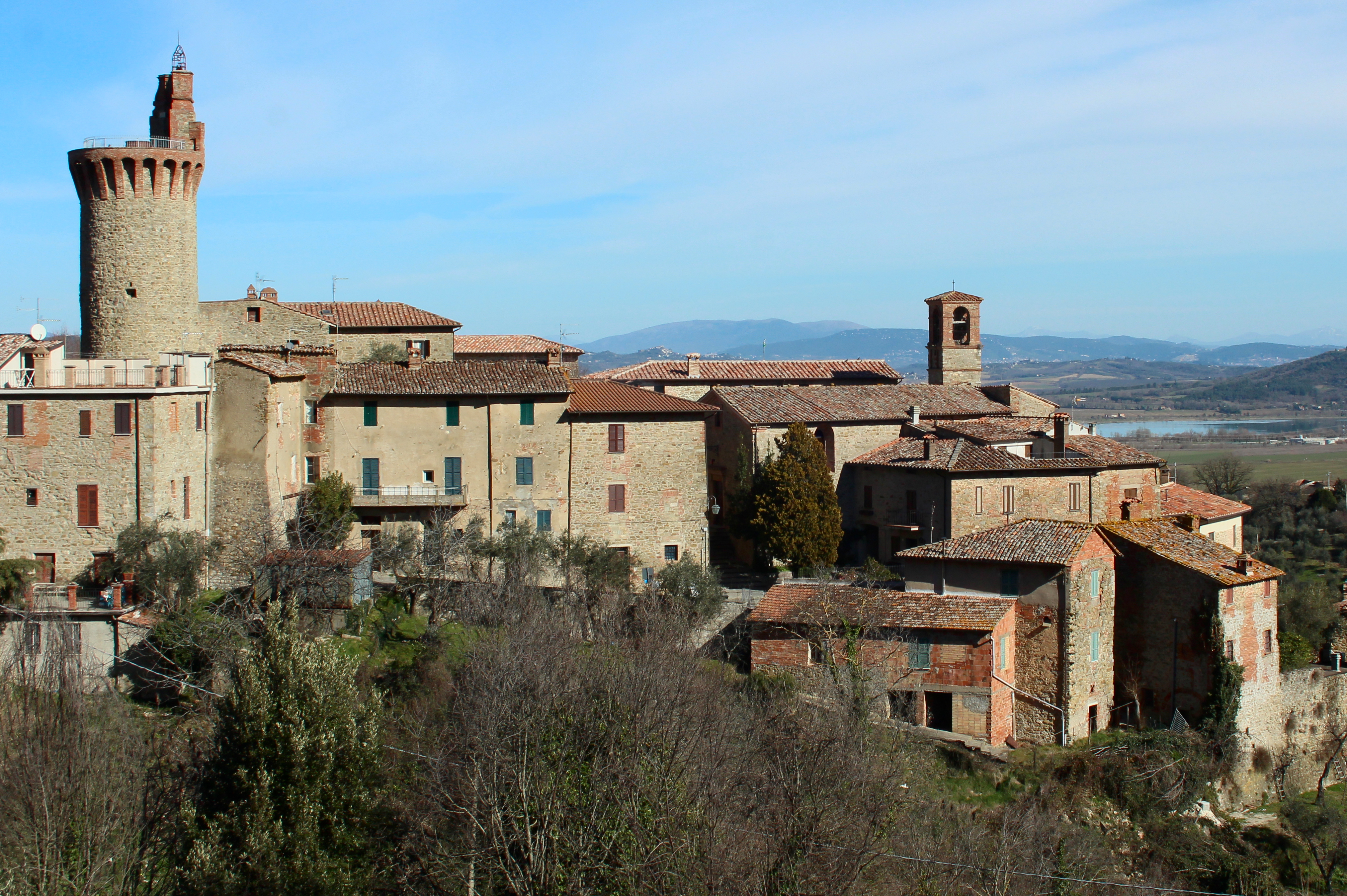
Torre e campanile della chiesa di Santa Croce nel panorama di Castiglion Fosco

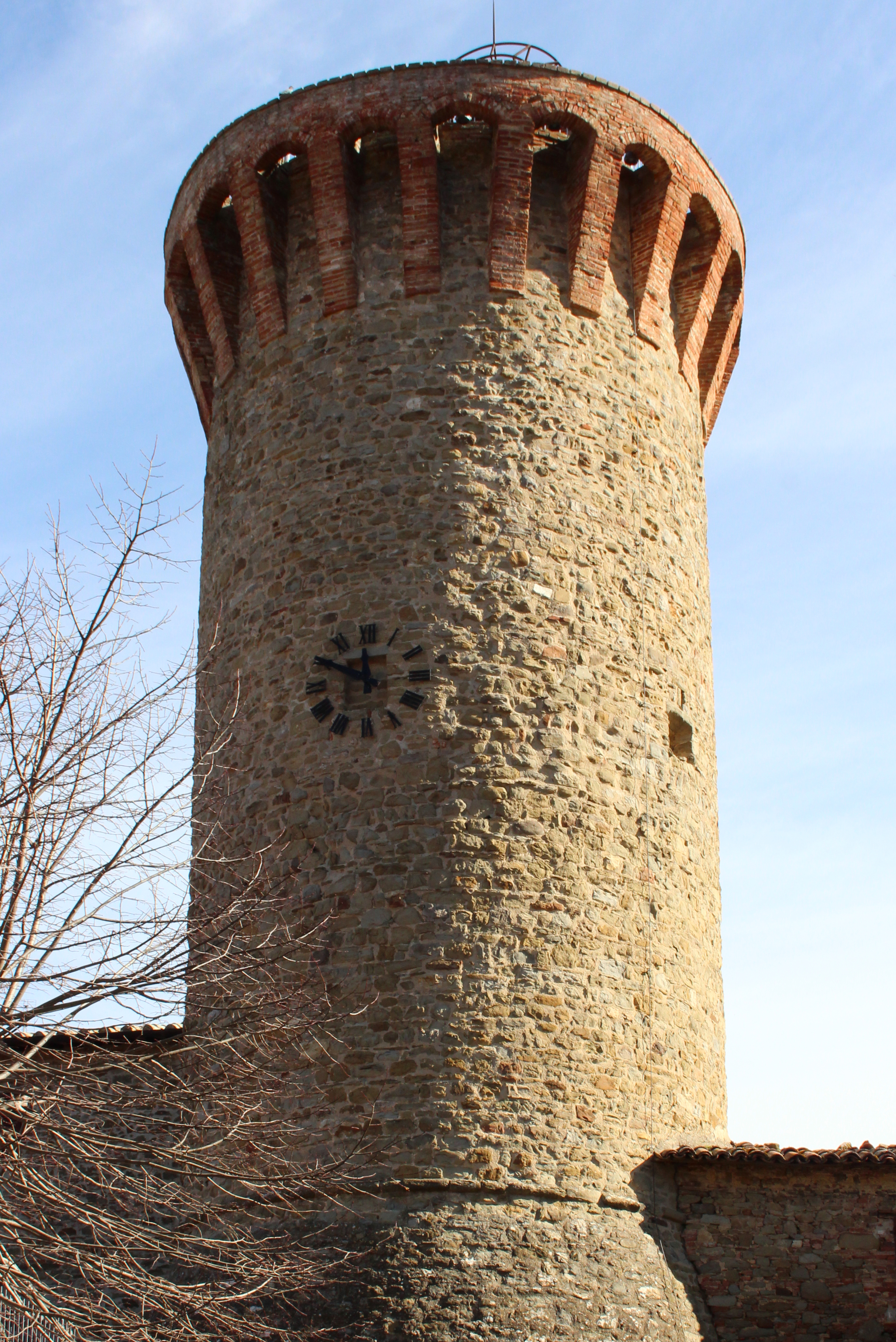
Aspetto visto dall'esterno della struttura delle mura

Le vicende che portarono alla nascita del castello di Castiglion Fosco risalgono al tempo di Ottone II di Sassonia quando un certo Fuscus (o Fuscius, poi trasformato in Fosco) aiutò il sovrano nella sua spedizione in Calabria. Fosco divenne così il primo signore della cittadina sul promontorio e i suoi eredi fondarono la casata. Col passare del tempo, a difesa del territorio, venne costruita una cinta muraria chiamata Castello che si estendeva per oltre 300 metri ed era costituita da murature spesse e con torri poste sulle cinta non troppo più alte delle mura stesse. Le date in questo caso non sono certe, anche se si tratta quasi certamente dell'XI e XII secolo. Nei secoli seguenti il potere passò nelle mani dell'antico stato di Perugia ma i Fosco conservarono le loro prerogative. Attorno alla cittadina avvenero anche fatti d'arme e il castello fu sottoposto ad assedio, resistendo. Fu proprio dopo quest'ultima minaccia che si decise la costruzione della torre.
Di questa si sa che venne edificata a difesa del castello a partire dal 1462 e ultimata circa quarant'anni dopo, nel 1500, e tale data viene riportata in un'incisione visibile al secondo piano della struttura. Durante l'ultimo decennio del XX secolo è stata oggetto di un lavoro di ristrutturazione che l'ha resa maggiormente accessibile anche grazie alla rimessa in sicurezza delle scale di accesso esterne e di quelle a chiocciola interne.

## Descrizione
La torre cilindrica costituisce il monumento storico più importante di Castiglion Fosco, con la sua mole domina l'intero abitato e dalla sua cima si gode il panorama sulla vallata. Grazie alla ripida scala esterna il primo piano della torre si può raggiungere e così vedere il meccanismo, non funzionante, di un grande orologio a pesi. Attraverso la scala a pioli interna si arriva al piano superiore con la data che ricorda la costruzione della struttura riportata in una scritta incisa su pietra: "S. A. MIL. D TOMAS FRANCI FIERI FECIT". La copertura superiore e costituita da un piccolo terrazzamento con il campanile a vela risalente al XVII secolo.